# 臨時房屋

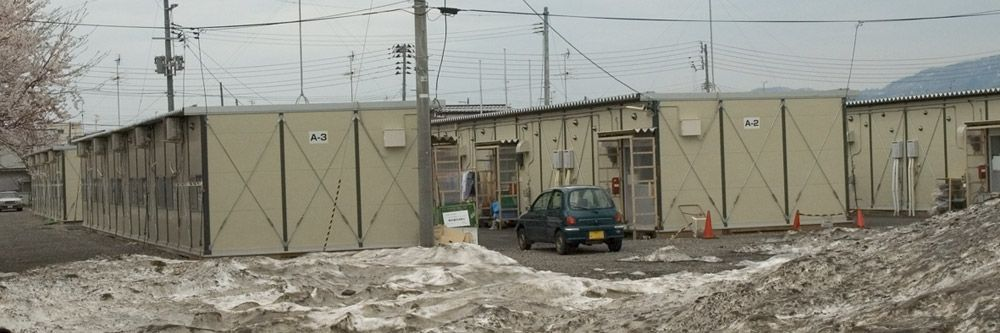
2004年新潟縣中越地震後建立的臨時房屋

臨時房屋，又稱組合屋、板屋，是供工程時提供人員暫時居住、辦公或為了安置受災害或其他原因而無家可歸的人士而建立的居所。
臨時房屋通常以板材搭建，有些可拆除後移往他處再重建。另外也有利用報廢貨櫃所改裝成的貨櫃屋做為臨時房屋用。

## 香港
1953年12月25日，石硤尾木屋區發生大火災，數萬人無家可歸。其後，香港政府為了安撫災民，特地興建多幢七層混凝土樓房（又稱「徙置區」），這些樓房沒有升降機也沒有獨立廁所，惟租金卻比當時的木屋還要便宜。這就是香港的公共屋邨的前身。
1980年代，政府為了安置木屋居民，又在全港各地興建臨時房屋區（又稱「臨屋區」），最高峰時期更有八十多個臨屋區，住在臨屋區的人多達13萬。這些臨時房屋大多只有兩層又或一層。
由於臨屋區的設計不合時宜，政府在1998年宣布全面清拆臨屋區，2001年，位於新界西貢市附近的沙角尾臨時房屋區正式開始清拆，臨屋區的使命就由香港房屋委員會新設及負責管理的「中轉房屋」取代並延續。
近年，為配合政府規劃政策，將市區居民向外分散，政府在屯門興建了更高層的中轉房屋。但由於近年中轉房屋的需求下降，政府已將位於屯門寶田中轉房屋部份單位改作公屋出租。

## 台灣
1999年9月21日的九二一大地震，造成許多災區房屋損毀，政府以及一些宗教慈善團體，和外國的捐助，興建許多組合屋，供地震災民在找到房子前暫住。這些組合屋目前大部份已拆除。
在2009年八八水災之後，由宗教慈善團體及中國大陸等在受災嚴重的高雄縣及屏東縣捐建組合屋，做為永久屋興建完成之前供災民暫時居住之用。

## 外部連結
- 《香港地方》網站 有關香港臨時房屋區的介紹